# 重松沙恵
重松 沙恵（しげまつ さえ）は、さくらんぼテレビジョン (SAY) のアナウンサー。

## 来歴
大分県中津市出身。筑紫女学園高等学校、法政大学社会学部卒業。
高校在学時には放送部に所属し、福岡県高等学校芸術・文化連盟（高文連）が主催する放送コンテストの南北大会や福岡地区大会に出場した。大学卒業時には、後に日本放送協会 (NHK) のアナウンサーになる伊原弘将とともに学位授与式の司会を務めた。
大学を卒業後、2018年にさくらんぼテレビに入社。

## 担当番組
- FNN Live News days[1]
- さくらんぼテレビ Live News - 週末版（土曜・日曜）担当、平日版（月曜 - 金曜）お天気コーナー担当[1] → 平日版キャスター[4]
- 昼ドキ!TV やまがたチョイす[5]
- News イット! やまがた - 週末版（土曜・日曜）担当[5]